# Joan Palou Gonzàlez
Joan Palou Gonzàlez (Palma, 31 de gener de 1953) és un poeta i pintor mallorquí. De formació autodidàctica, s'inicia dins l'expressionisme abstracte i evoluciona cap a l'abstracció geomètrica. Fou membre del moviment Nova Plàstica Mallorquina i del col·lectiu Taller Llunàtic. Així mateix, col·laborà amb la revista Neon de Suro.

## Obres
- 1979 Homicidis. Col·lecció Guaret núm. 4. Campos. Mallorca
- 1980 26 dibuixos. Col·lecció La Llorina. Palma
- 1981 Odor corporis. Llibre per a donzelles. Col·lecció La Llorina. Palma
- 1981 Cos postís. Col·lecció La Llorina núm. 1234. Palma
- 1981 Col·lisió entre vaixells. La Llorina núm. 33. Col·lecció per astronautes sucarrellosos. Palma
- 1982 3333366666. Col·lecció La Llorina. Palma